# Vilobí del Penedès
Vilobí del Penedès este o localitate în Spania în comunitatea Catalonia în provincia Barcelona. În 2006 avea o populație de 3.269 locuitori. Este situat in comarca Alt Penedès.
1. ↑  Nomenclátor Geográfico de Municipios y Entidades de Población (20240402 edition)
2. ↑   https://elcargol.com/politica/10815-ester-valles-sera-la-nova-alcadessa-de-vilobi-del-penedes-els-primers-2-anys-i-mig-de-mandat Lipsește sau este vid: |title= (ajutor)
3. 1 2   http://www.idescat.cat/pub/?id=aec&n=925&t=2016 Lipsește sau este vid: |title= (ajutor)